# نيابولي
نيابولي: (باليونانية:Νεάπολη)، (بالإنجليزية:Neapoli)، مدينة يونانية ومركز لبلدية تقع في شمال البلاد وهي تقع ضمن سالونيك التي تتبع إدارياً لإقليم مقدونيا الوسطى الإداري.

## الموقع والسكان
تشكل نيابولي جزءاً من ضواحي سالونيك الشمالية الغربية إذ أن حدودها الإدارية ملاصقة تماماً لها من ناحية الجنوب، وتبعد فقط مسافة (2) كم عن مركز عاصمة شمال اليونان. تحدها من الشرق بلدية سيكييس، من الشمال بلديتي بوليخني ومينميني ومن الغرب بلدية أمبيلوكيبي على الرغم من عدم وجود حدود فاصلة بادية للعيان بين كل هذه الضواحي إذ تشكل كلها جزءاً من منطقة سالونيك الكبرى.
بلغ عدد سكان المدينة (31,830) نسمة (تعداد السكان لعام 2001)، ومع مساحتها الصغيرة التي تتجاوز الكيلومتر المربع الواحد بقليل تصبح هذه المدينة، من أكثر مدن اليونان وأوروبة كثافةً سكانية، مع (27,252) نسمة/كم2.

## التسمية والتاريخ
يعود تاريخ المدينة لوقت قصير نسبياً إذ تأسست عام (1922) بعد نزوح مهجري آسيا الصغرى اليونانيين إثر الحرب التركية-اليونانية (1921-1922) واتفاقية التبادل العرقي بين الدولتين الخارجتين حديثاً من الحرب العالمية الأولى. كانت أرض المدينة قبل ذلك عبارة عن أرض غير مسكونة إلى الغرب من سور سالونيك البيزنطي.
كان أغلب النازحين الآتين إلى هذه الأرض من مدينة نوشهر (Nevsehir) الحالية في كابادوكيا في الأناضول والتي كان اسمها الأصلي قبل ذلك نيابولي (Neapoli) بمعنى (المدينة الجديدة). أطلق هؤلاء اسم مدينتهم الأصلية على المستوطنة الجديدة التي استمرت باستقبال اللاجئين وتطورت لتصبح بلدة ثم مدينة.

## متفرقات
- أهم حدث سنوي تشتهر به المدينة هو مهرجان (فالكانيكي بلاتيّا) أو (الساحة البلقانية) وهو مهرجان ثقافي تشترك فيه جميع دول البلقان بنشاطات متعددة، ويهدف إلى ترويج روح التآخي في هذه المنطقة متعددة الإثنيات.
- تعتبر أكثر مدن أوروبة كثافةً سكانية مع (27,2) ألف نسمة/كم2

## وصلات خارجية
- موقع المدينة الرسمي